# Quán Hàu
Quán Hàu là thị trấn huyện lỵ cũ của huyện Quảng Ninh, tỉnh Quảng Bình, Việt Nam.

## Địa lý

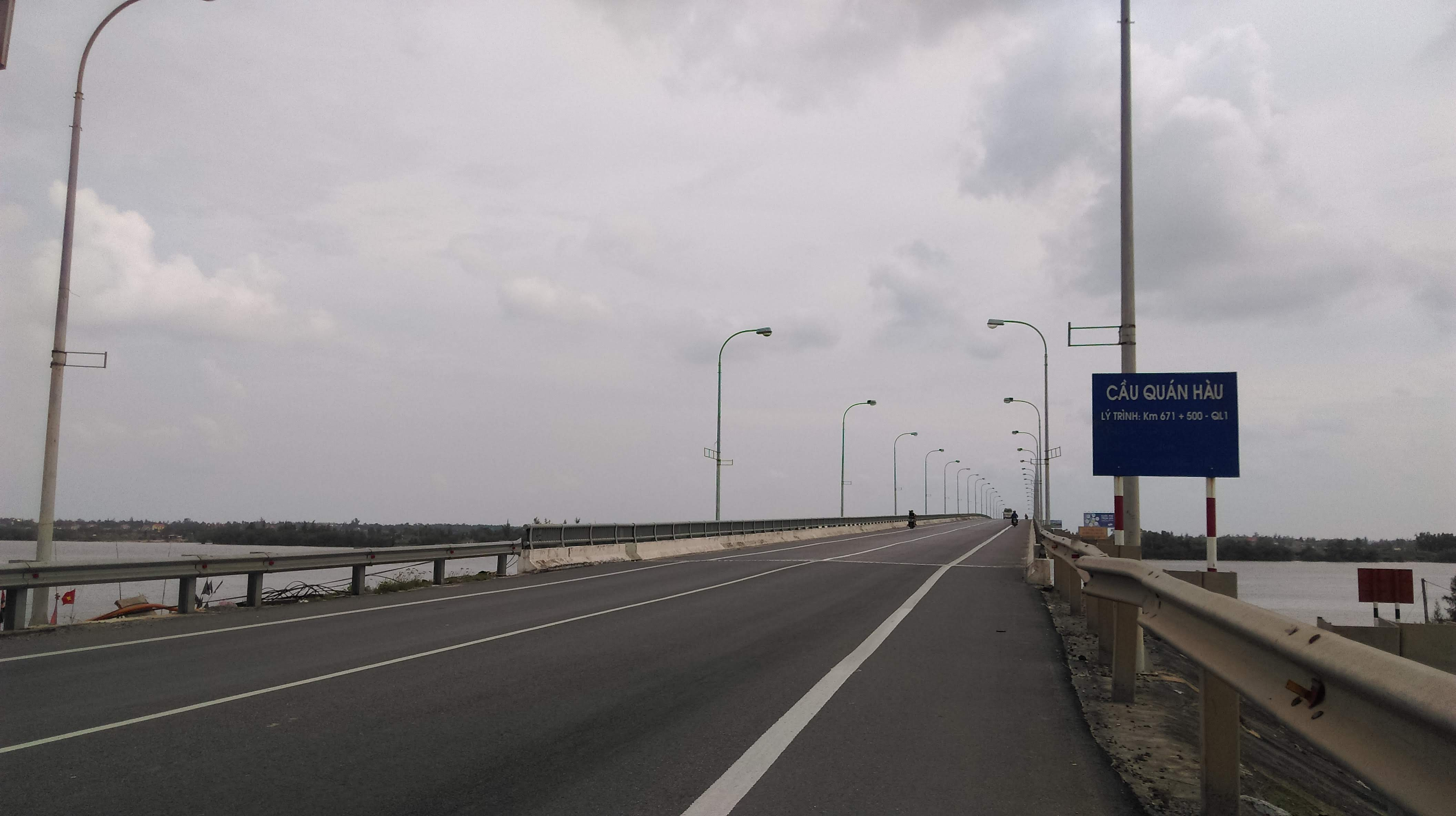
Cầu Quán Hàu

Thị trấn Quán Hàu nằm ở phía đông bắc huyện Quảng Ninh, bên bờ sông Nhật Lệ, cách trung tâm thành phố Đồng Hới khoảng 7 km về phía nam, có vị trí địa lý:
- Phía đông giáp xã Võ Ninh
- Phía nam giáp các xã Võ Ninh và Vĩnh Ninh
- Phía tây giáp xã Vĩnh Ninh
- Phía bắc giáp thành phố Đồng Hới.

Thị trấn Quán Hàu có diện tích 8,68 km², dân số năm 2024 là 10.728 người, mật độ dân số đạt 1.236 người/km².
Quốc lộ 1 chạy qua địa bàn thị trấn.

## Hành chính
Thị trấn Quán Hàu được chia thành 9 tổ dân phố: Trung Trinh, Làng Văn, Phú Bình, Bình Minh, Văn Hùng, Hùng Phú, Văn La, Lương Yến, Phú Cát.

## Lịch sử
Thị trấn Quán Hàu được thành lập vào năm 1999 trên cơ sở 186 ha diện tích tự nhiên và 3.515 người của xã Lương Ninh; 138,4 ha diện tích tự nhiên và 1.011 người của xã Vĩnh Ninh.
Ngày 16 tháng 6 năm 2025, Ủy ban Thường vụ Quốc hội ban hành Nghị quyết số 1680/NQ-UBTVQH15 về việc sắp xếp các đơn vị hành chính cấp xã của tỉnh Quảng Trị năm 2025. Theo đó, sắp xếp toàn bộ diện tích tự nhiên, quy mô dân số của thị trấn Quán Hàu, xã Vĩnh Ninh, xã Võ Ninh, xã Hàm Ninh thành xã mới có tên gọi là xã Quảng Ninh.

## Giao thông
- Võ Nguyên Giáp
- Hùng Vương (Quốc lộ 1)
- Giáp Vĩnh Ninh
- Nguyễn Hữu Dật
- Đường Nguyễn Hữu Cảnh (Quốc lộ 9B)
- Đường Hoàng Kế Viêm
- Trần Cao Vân
- Hoàng Kim Xán
- Lý Thường Kiệt
- Hoàng Kế Viêm
- Trương Phúc Phấn
- Hà Văn Quan
- Nguyễn Phạm Tuân
- Hà Văn Cách
- Lê Sĩ
- Nguyễn Hữu Hào
- Lê Trực
- Hàn Mặc Tử
- Hoàng Diệu
- Bùi Thị Xuân
- Ninh Châu